# Velika Jamnička
 Velika Jamnička  falu Horvátországban Zágráb megyében. Közigazgatásilag Pisarovinához tartozik.

## Fekvése
Zágráb központjától 25 km-re délnyugatra, községközpontjától 2 km-re északnyugatra a Vukomerići-dombság nyugati lábánál fekszik.

## Története
A falunak 1857-ben 181, 1910-ben 256 lakosa volt. Trianon előtt Zágráb vármegye Pisarovinai járásához tartozott. 2001-ben a falunak 150 lakosa volt.

## Lakosság
| Lakosság változása | Lakosság változása | Lakosság változása | Lakosság változása | Lakosság változása | Lakosság változása | Lakosság változása | Lakosság változása | Lakosság változása | Lakosság változása | Lakosság változása | Lakosság változása | Lakosság változása | Lakosság változása | Lakosság változása |
| ------------------ | ------------------ | ------------------ | ------------------ | ------------------ | ------------------ | ------------------ | ------------------ | ------------------ | ------------------ | ------------------ | ------------------ | ------------------ | ------------------ | ------------------ |
| 1857               | 1869               | 1880               | 1890               | 1900               | 1910               | 1921               | 1931               | 1948               | 1953               | 1961               | 1971               | 1981               | 1991               | 2001               |
| 181                | 224                | 194                | 243                | 254                | 256                | 201                | 214                | 206                | 205                | 202                | 181                | 167                | 155                | 150                |

## Külső hivatkozások
- Pisarovina község hivatalos oldala